# Panenka z vltavské tůně
Panenka z vltavské tůně je československá pohádka z roku 1976, režírovaná Věrou Jordánovou.

## Děj
Bělička je dcera vodníka Andrejs, který ji chce provdat za některého z vodníků. Bělička by ale raději žila na souši. Jednoho dne se Bělička vydá na trh, kde si od hrnčíře Vítka koupí několik hrníčků. Oba se do sebe zamilují.
Na návštěvu k Andrejsovi přijede tetička, která pomůže Běličce dostat se za Vítkem na tancovačku. To se ovšem nelíbí Andrejsovi, který stáhne Běličku zpět pod hladinu. Vítek za ní skočí a tak se dozví, že Bělička je dcera vodníka. To ale Vítka neodradí, a tak je Andrejs oba zavře do sádky na kapry. Znenadání ale přijde spodní proud a sádky odnese.
Běličku proud zanesl pouze na břeh vodníkovi tůně, Vítka proud zanesl až k moři. Bělička se s tetičkou vydá Vítka hledat. Vítkovi mezitím jeden mladík poradil, jak se dostat domů, ale ve skutečnosti ho poslal na loď, která se vydala na cestu kolem světa. Na této lodi ho Bělička s tetičkou najdou při škrábání brambor. Vítek skočí z lodi do vody a všichni tři se vrátí domů. Bělička se za Vítka provdá, při svatbě přestane být vodnicí, stane se z ní obyčejný člověk.

## Obsazení
| Jarmila Švehlová | Bělička – vodníkova dcera          |
| Oldřich Vízner   | hrnčíř Vítek                       |
| Otto Šimánek     | vodník Andrejs                     |
| Míla Myslíková   | tetička Žanda Frýda                |
| Josef Bek        | převozník                          |
| Věra Koktová     | Vítkova máma                       |
| Bedřich Prokoš   | starší muž                         |
| Václav Vydra     | mládenec v přístavu                |
| Roman Skamene    | pomocná síla na lodi Rose Marie    |
| Antonín Navrátil | mládenec čtoucí si oznámení o bálu |
| Eva Hrušková     | slečna z přívozu                   |

Dále hrají: Miloslav Homola, Marie Horáková, Milan Mach, Zdeňka Balounová, Eva Foustková, Martin Hron, Janoslav Mikulín, Martin Frajt, Michal Lieb